# Sambre
A Sambre folyó (hollandul: Samber) Franciaország északi részén ered, és Belgium déli részén, Namur közelében ömlik a Meuse folyóba. A rómaiak a folyót Sabis néven ismerték.

## Folyása
A Sambre forrása a franciaországi Le Nouvion-en-Thiérache település közelében található, 210 méterrel a tengerszint felett. A folyó átszeli a francia és belga szénmedencét, és ezért az 1950-es évekig nagy szerepet játszott a környék gazdaságában, mint az egyik fő szállítási útvonal.
A Sambre belgiumi részén a folyó medrét szabályozták és csatornává építették ki. Namur közelében ömlik a Meuse folyóba. Az Oise folyóval a Sambre–Oise-csatorna köti össze.
A folyó két-két francia és belga tartományon folyik keresztül:
- Franciaország, Aisne: Barzy-en-Thiérache
- Franciaország, Nord: Landrecies, Aulnoye-Aymeries, Hautmont, Maubeuge
- Belgium, Hainaut: Thuin, Montigny-le-Tilleul, Charleroi
- Belgium, Namur: Floreffe, Namur

## Érdekesség

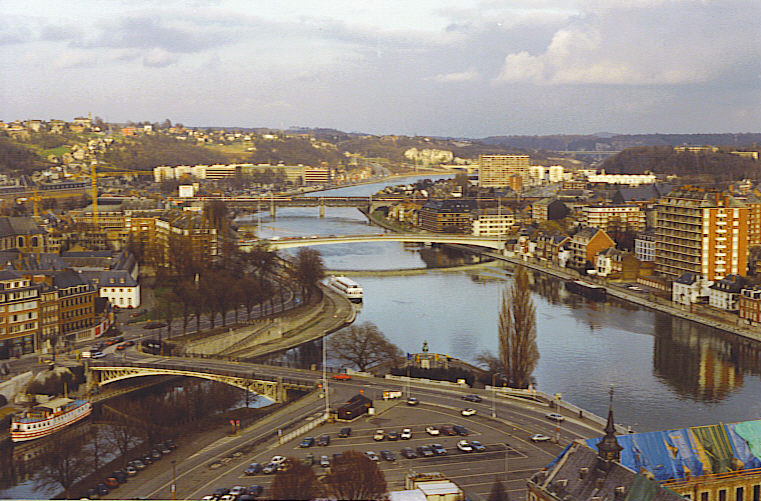
A Sambre és a Meuse találkozása Namur belvárosában

- Kr.e. 57-ben Julius Caesar a Sambre mellett verte meg a bellovák törzs által vezetett belga konföderáció seregét. A folyó mentén heves küzdelmek zajlottak az első világháborúban is, elsősorban Namur ostroma 1914-ben, illetve a háború utolsó napjaiban, a sambre-i csata (más néven charleroi-i csata, 1918)-ban.
- René Magritte szürrealista festőművész édesanyja, Adeline Bertinchamps 1912-ben a Sambre folyóba ugorva követett el öngyilkosságot.